# TV Verdes Lagos
TV Verdes Lagos é uma emissora de televisão brasileira sediada em Lago da Pedra, cidade do estado do Maranhão. Opera no canal 2 (14 UHF digital) e é afiliada à Band. Pertence ao Grupo Waldir Jorge de Comunicação.

## História
A TV Verdes Lagos entrou no ar nos anos 90, afiliada à Rede Bandeirantes. Ao longo da existência a emissora teve uma série de repórteres e apresentadores, dentre os quais se destacam: Kiko Almeida, Elias Serafim, Alberto Moraes (Bebé),Sande Moraes, que também foi diretora da emissora,Francisco de Paula (Chico de Paula) e Nívea Arraes.

## Programas[2]
- Conexão Notícias: telejornal, com Nilton Sales

- Comunidade em Destaque: jornalístico
- Na Tela: jornalístico, com Railton "Maclaren"